# 遊戲王ARC-V
《遊戲王ARC-V》（日语：遊☆戯☆王ARC-V）是一部由GALLOP製作的日本電視動畫，為《遊戲王》系列動畫作品。電視動畫於2014年4月6日起在日本東京電視台聯播網播放，2017年3月26日完結。台灣東森幼幼台自2016年5月16日、香港ViuTV自2018年4月17日播放。
本作為系列中首部原作者高橋和希僅保留原作之名，無擔任角色原案且不參與制作的作品，一改以往的慣例，角色原案則由漫畫版《遊戲王ZEXAL》作畫的三好直人擔任。本作監督為曾經執導《遊戲王5D's》的小野勝巳。角色設計為過去參與作畫監督、客串角色設計的橫田明美擔任。編劇統籌為過去參與《遊戲王ZEXAL》腳本的上代務擔任。本作在系列史上第一次啟用總作畫監督，由過去參與四代作品作畫監督的原憲一擔任。
特別單篇漫畫由三好直人負責，於《V Jump》2014年5月21日出版號刊載。

## 故事大綱
《ARC-V》的舞台在多個次元中進行，它們原本是一個統一世界，卻因為一場決鬥而分裂成四個次元。四個次元中各有一個以作中角色視點與男、女主角長相相同的角色。標準次元是主角遊矢所在的次元，是中心的世界，該世界盛行動作決鬥（アクションデュエル），動作場地內隨機散佈名為「動作卡片」的魔法卡或陷阱卡，若決鬥者找到動作卡片，即可拾起並在適當時機發動。隨著故事進展，鏡頭依序拉到不同的次元中，有前作部份角色登場。
標準次元篇（第1－53話）
故事舞台是在決鬥技術進步的「舞網市」。由獅子娛樂集團社長赤馬零王所開發「擁有質量的實體投影」的普及之下，舞網市誕生了「動作決鬥」，博得全世界的人氣。主角榊遊矢與職業決鬥界的現役冠軍將在表演賽一戰，戰勝後的遊矢為了測試自己的實力準備進軍職業界，決定參加舞網錦標賽（MCS），但在比賽中得知了決鬥學院向超量次元侵略的消息，大賽後段時來自決鬥學院的素良和歐貝利斯克部隊在執行任務時介入了大賽許多標準次元的決鬥者都因此被捲入而被卡片化，目睹這一切的遊矢和素良展開了激戰，最後因大賽結束而中斷，素良最後眼見情形不利而回到了融合次元。在歐貝利斯克部隊的襲擊下，舉辦方宣布了中止大賽以及存在異次元勢力的事，同時亦揭露了大混戰的真正目的－－為對抗異次元勢力而選出「槍兵團」。可是，想到因這次混戰而逝去的同伴們，就使遊矢淚流不止。而憤怒的遊矢更向零兒發起了決鬥。最後槍兵團正式成軍為了尋找強大的同盟而前往還未被決鬥學院侵略的「同步次元」。
同步次元篇（第54－99話）
在混戰中被神秘光芒包圍的柚子，在回過神來之後，發現自己竟然來到了神秘D輪騎士遊吾的故鄉「同步次元」。為了找回柚子，遊矢決定和槍兵團一起向着「同步次元」出發。不料眾人卻在旅程途中分散，槍兵們更因為操弄奇異的召唤法而成為了通輯犯，更令遊矢始料未及的是，在這個力量至上的「同步次元」，一場牽連到「槍兵團」以至世界命運的決斗盛事「友誼盃」竟快將召開……
槍兵團為了向掌管同步次元的「評議會」，證明自己是為了保護同步次元對抗決鬥學院，因此全員除了零兒和月影，都被安排參加同步次元的決鬥盛事「友誼盃」以向評議會證明其實力，在大賽的前夜祭遊矢被安排和同步次元的決鬥之王「傑克.亞特拉斯」進行決鬥表演，但最後是以遊矢慘敗收場。隔天友誼盃大賽正式開賽。隨著比賽的進行遊矢等人漸漸發現同步次元那不為人知的內幕，而決鬥學院的爪牙也已經漸漸伸向同步次元……
友誼盃的選出前八強的比賽在黑咲隼對來自決鬥學院的間諜「丹尼斯」的比賽中以黑咲隼的勝利落幕，就在評議會與治安維持局在爭奪丹尼斯的處置權時，一位神秘少年對丹尼斯出手相救，那位少年就是「紫雲院素良」，素良最後將丹尼斯送回融合次元並接手丹尼斯的找到瑟蕾娜和柚子的任務，回到決鬥學院的丹尼斯將瑟蕾娜和柚子的情況向教授告知，為了將瑟蕾娜和柚子帶回決鬥學院，教授派遣巴雷特和一批歐貝利斯克部隊前往同步次元，而遊里也將要前往同步次元。因為被評議會收回了權力，治安維持局長羅傑發動了「王翼棄兵計畫」，將評議會委員和零兒零羅囚禁，並說明了自己的真實身分和計畫。友誼盃在羅傑的控制下繼續比賽，在羅傑的野心和歐貝利斯克部隊即將來襲下，同步次元陷入了前所未有的危機……
超量次元與融合次元篇（第100－125話）
失去一切的羅傑企圖啟動次元傳送裝置把整個同步次元毀滅，沒想到造成次元傳送裝置故障，不僅把他自己吸進去一個時空旋渦消失，柚子、遊矢、權現坂、澤渡和黑咲更被一起捲入，被傳送到了其他次元。遊矢、權現坂、澤渡與黑咲來到了超量次元，遇見了操縱著銀河眼、對決鬥學院心懷怨恨的超量使用者「快斗」以及和遊勝有過恩怨的決鬥學院軍總司令官「艾德·菲尼克斯」。
另一方面，柚子被時空漩渦傳送到融合次元，發現這個次元的居民對於決鬥學院在進行的目的不但一無所知，更會排斥並追捕所有逃出決鬥學院的學生。被誤會是逃跑學生的柚子在遭到決鬥學院的追擊時，被使用儀式召喚的「天上院明日香」救走，來到了位於融合次元的遊勝塾，更遇見了失蹤已久的遊勝。
明白到決鬥是快樂的之後，泰勒姐妹等駐守心之地的決鬥學院軍們都決定背叛決鬥學院，開始幫助心之地的難民們。遊矢、權現坂、澤渡則是得知被卡片化的人們可以變回來後，前往融合次元去收回被送過去的卡片。三人在融合次元和柚子、槍兵團重逢，柚子卻被遭到控制的瑟蕾娜帶走，槍兵團也落入決鬥學院的陷阱，遭到襲擊。另一方面，先一步抵達決鬥學院的遊吾、快斗、黑咲和艾德，好不容易和被綁走的小凜、瑠璃碰面，卻遭到被控制的兩人所召喚出的融合怪獸攻擊。
第五次元篇（第126－140話）
赤馬零王透露出他的真正目的，是為了讓過去遭到惡魔決鬥者薩克所毀滅並分裂成四個次元的統一世界重新統合，成為全新的第五個次元──ARC-V，同時讓自己的女兒阿零復活才會引發這場次元戰爭。為了阻止他，零兒和趕到的遊矢一起合作對抗零王的野心，但是受到體內所存在的薩克黑暗力量影響，遊矢反而漸漸的被薩克所侵蝕，儘管遊矢成功戰勝遊里，但霸王龍薩克也隨之復活。為了拯救被薩克吞噬心靈的遊矢等人，槍兵團挺身應戰擁有強大力量的薩克和霸王龍，最後、阿零靠著赤馬零王留下的四張卡戰勝薩克。
鐘擺次元篇（第141－148話）
薩克被零羅封印後，四次元看似恢復和平，遊矢所在的標準次元也重生為以鐘擺召喚為主的鐘擺次元。然而當遊矢受零兒之邀參加青少年錦標賽時，過去穿越次元去阻止次元戰爭的記憶再次復甦。為了找回因為封印薩克而消失的柚子等人，遊矢再次踏上穿越次元的冒險。

## 登場人物
榊遊矢（Yūya Sakaki）
配音：小野賢章
本作主角。14歲，中學二年級學生。夢想是成為跟父親一樣帶給人們笑容的「娛樂決鬥者」。胸前掛墜為父親給予的護身符。
漫畫中人稱「幻影」，是來自未來的人，神出鬼沒、傳說中的娛樂決鬥者。
柊柚子（Yuzu Hiragi）
配音：稻村優奈
14歲，以訓斥來激勵青梅竹馬遊矢、性格強而有力的女孩子。在遊勝塾中跟著遊矢一起學習動作決鬥。
漫畫中是修造塾的繼承人，遊斗、遊吾、遊里、遊矢的母親。

## 製作人員
- 原作：高橋和希、
- 角色企劃：三好直人
- 監督：小野勝巳
- 系列組成：上代務
- 決鬥組成：彦久保雅博
- 角色設計：横田明美、牧孝雄（第54－98話）
- 主怪物設計：反田誠二（第1－30話）
- 怪物設計：反田誠二（第31－話）、長森佳容、（第1－30話）、高橋成世（第1－30話）
- 規則設計：宮崎真一
- 總作畫監督：原憲一
- 小道具設計：、佐藤嘉洋（第54 -55話）→（第55－話）
- 動畫原創卡設計：長森佳容
- 總美術監督：中村隆（第50－84話）
- 美術監修：中村隆（第85－話）
- 美術監督：中村隆（第1－49話）→根本洋行（第50－話）
- 美術監督輔助：根本洋行（第31－49話）
- 色彩設計：箕輪綾美
- 攝影監督：赤沢賢二
- CG製作：永田太
- CG製作指導：（第4－30話、第35－話）、上條嘉之、春日健一（第1－23話）
- 編集：楫野允史
- 音響監督：松岡裕紀
- 音樂：中川幸太郎
- 音樂制作：（第1－12話）、Marvelous（第13－話）
- 音樂協助：（TV TOKYO Music,Inc.）
- 音樂制作協助：
- 分配角色協助：新沼愛（ネルケプランニング）
- 企劃：川崎由紀夫（東京電視台）、波多野淳一
- 動畫製作人：杉村重郎（第1－21話）、西山雅尚（第1－57話）、河村義治（第58－話）
- 製作人：佐佐木亮（第1話）→松山進（第2－57話）、数野高輔（第58－話）（東京電視台）、平山亜希子
- 總製作人：実松照晃
- 旁白：山路和弘
- 動畫制作：GALLOP
- 製作：東京電視台、NAS

## 主題曲
片頭曲
「Believe×Believe」（第1－30話）
作詞、作曲：，編曲：MEG.ME，主唱：超特急
「Burn!」（第31－49話）（148話片尾）
作詞：Kenji Kabashima，作曲：Kenji Kabashima、APAZZI，編曲：APAZZI，主唱：超特急
（第50－75話）
作詞：稲村太佑，作曲：滝善充，主唱：劇団
（第76－98話）
作詞：三島想平，編曲：江口亮、cinema staff，作曲、主唱：cinema staff
（第99－124話）
作詞、作曲：前山田健一，編曲：，主唱：Unknown Number!!!
（第125－147話）
作詞、編曲：Yocke，作曲：三村真也，主唱：SUPER★DRAGON
片尾曲
「One Step」（第1－30話）
作詞：大森祥子，作曲：小野貴光，編曲：玉木千尋，主唱：P☆CUTE
「Future fighter!」（第31－49話）
作詞、作曲：，編曲：，主唱：榊遊矢（小野賢章）×赤馬零兒（細谷佳正）
「ARC of Smile!」（第50－75話）
作詞：YUMIKO，作曲：mu-ray，編曲：Meis Clauson，主唱：BOYS AND MEN
「Speaking」（第76－98話）
作詞、作曲、編曲：大森元貴，主唱：Mrs. GREEN APPLE
（第100－124話）
作詞、作曲：三浦隆一，編曲、主唱：空想委員會
（第125－147話）
作詞、作曲：本田光史郎，編曲：清水哲平，主唱：M!LK

## 各話標題
| 集數 | 日文標題 | 中文標題                                    | 劇本     | 分鏡              | 演出                      | 作畫監督                                 | 播映日期       | 播映日期       | 播映日期       |
| 集數 | 日文標題 | 中文標題                                    | 劇本     | 分鏡              | 演出                      | 作畫監督                                 | 日本           | 台灣           | 香港           |
| ---- | -------- | ------------------------------------------- | -------- | ----------------- | ------------------------- | ---------------------------------------- | -------------- | -------------- | -------------- |
| 1    |          | 光之軌跡，鐘擺召喚                          | 上代 務  | 小野勝巳          | 小野勝巳                  | 蛯名秀和                                 | 2014年 4月6日  | 2016年 5月16日 | 2018年 4月17日 |
| 2    |          | 決鬥最強進化型態！！ 其名為動作決鬥         | 上代 務  | 小野勝巳 高田昌宏 | 武藤公春                  | 川村裕哉                                 | 4月13日        | 5月17日        | 4月18日        |
| 3    |          | 暗黑鎮 被奪走的鐘擺召喚                     | 新井輝   | 江上潔            | 児谷直樹                  | 牧内                                     | 4月20日        | 5月18日        | 4月23日        |
| 4    |          | 一線希望！積木蜘蛛                          | 新井輝   | 羽原久美子        | 古賀一臣                  | 兒玉 小林一三 小笠原理恵 古谷梨繪        | 4月27日        | 5月19日        | 4月24日        |
| 5    |          | 志願成為徒弟！？ 奇怪的追星族「紫雲院素良」 | 雑破業   | 西本由紀夫        | 畠山茂樹                  | 藤田正幸 重松晉一 千光士海登             | 5月11日        | 5月23日        | 4月25日        |
| 6    |          | 純真的融合玩具 魔玩具剪刀熊                 | 雑破業   |                   | 望月敬一郎                | 宍倉敏                                   | 5月18日        | 5月24日        | 4月30日        |
| 7    |          | 反旗之逆鳞 黑暗叛逆超量龍                   | 廣田光毅 | 小野勝巳          | 山本隆太                  | 君野敏                                   | 5月25日        | 5月25日        | 5月1日         |
| 8    |          | 遊勝塾的危機！！LDS襲來                     | 上代務   | 高田昌宏          | 高田昌宏                  | 蛯名秀和                                 | 6月1日         | 5月26日        | 5月2日         |
| 9    |          | 眾星之裁決！ 超量使用者「志島北斗」         | 廣田光毅 | 須永司            | 淺見松雄                  | 南伸一郎                                 | 6月8日         | 5月30日        | 5月7日         |
| 10   |          | 秘石之騎士！ 融合使用者「光津真澄」         | 雑破業   | 羽原久美子        | 羽原久美子                | 牧内                                     | 6月15日        | 5月31日        | 5月8日         |
| 11   |          | 身劍一體！！同步使用者「刀堂刃」            | 雑破業   | 西本由紀夫        | 児谷直樹                  | 瀨谷新二                                 | 6月22日        | 6月1日         | 5月9日         |
| 12   |          | DDD 異次元之王                              | 上代務   | 須永司            | 畠山茂樹                  | 藤田正幸 重松晉一 千光士海登 佐藤道雄    | 6月29日        | 6月2日         | 5月14日        |
| 13   |          | 魔導賢者 伽利萊、開普勒                     | 上代務   | 古賀一臣          | 武藤公春                  | 川村裕哉                                 | 7月6日         | 6月6日         | 5月15日        |
| 14   |          | 熱血！！修造劇場                            | 上代務   | 町谷俊輔          | 山本隆太                  | 豐田曉子                                 | 7月13日        | 6月7日         | 5月16日        |
| 15   |          | 目標是青少年錦標賽！！                      | 上代務   | 小野勝巳          | 望月敬一郎                | 宍倉敏                                   | 7月20日        | 6月13日        | 5月21日        |
| 16   |          | 天才廚師「茂古田未知夫」                    | 雑破業   | 高田昌宏          | 高田昌宏                  | 蛯名秀和                                 | 7月27日        | 6月14日        | 5月22日        |
| 17   |          | 豪快披露！！滿腹全席！                      | 雑破業   | 須永司            | 児谷直樹                  | 君野敏                                   | 8月3日         | 6月15日        | 5月23日        |
| 18   |          | 叛逆的雙影                                  | 上代務   | 茉田哲明          | 鴫野彰                    | 岩井優器 Noh Gil-bo                      | 8月10日        | 6月16日        | 5月28日        |
| 19   |          | 知識的宇宙！！九庵堂榮太                    | 廣田光毅 | 瀨藤健嗣          | 藤本義孝 山本隆太         | 網修次郎 南伸一郎                        | 8月17日        | 6月20日        | 5月29日        |
| 20   |          | 難題！？動作決鬥謎題！！                    | 廣田光毅 | 須永司            | 畠山茂樹                  | 藤田正幸 岡昭彦 坪田慎太郎 佐藤道雄      | 8月24日        | 6月21日        | 5月30日        |
| 21   |          | 在鐘擺召喚的前方                            | 上代務   | 小野勝巳          | 茉田哲明                  | Noh Gil-bo                               | 8月31日        | 6月22日        | 6月4日         |
| 22   |          | 占卜少女 方中美惠留                         | 雑破業   | 町谷俊輔          | 武藤公春                  | 川村裕哉                                 | 9月7日         | 6月23日        | 6月5日         |
| 23   |          | 秘術之眼                                    | 雑破業   |                   | 望月敬一郎                | 宍倉敏                                   | 9月14日        | 6月27日        | 6月6日         |
| 24   |          | 叛逆之翼 襲擊猛禽                           | 上代務   | 高田昌宏          | 高田昌宏                  | 蛯名秀和                                 | 9月21日        | 6月28日        | 6月11日        |
| 25   |          | 不動的覺悟！！權現坂昇                      | 上代務   | 西本由紀夫        | 山本隆太                  | 豐田曉子                                 | 9月28日        | 6月29日        | 6月13日        |
| 26   |          | 新的地平線 超重荒神須佐之男－O              | 上代務   | 片貝慎            | 鴫野彰                    | 牧内 佐藤道雄 川口弘明                   | 10月5日        | 6月30日        | 6月13日        |
| 27   |          | 開幕！！舞網錦標賽                          | 廣田光毅 | 町谷俊辅          | 前園文夫                  | 君野敏                                   | 10月12日       | 7月4日         | 6月18日        |
| 28   |          | 亞由的娛樂水族館                            | 雑破業   | 児谷直樹          | 畠山茂樹                  | 飯飼一幸 佐藤道雄                        | 10月19日       | 7月5日         | 6月19日        |
| 29   |          | 融合的音姬！                                | 雑破業   | 小野勝巳          | 児谷直樹                  | 網修次郎 南伸一郎                        | 10月26日       | 7月6日         | 6月20日        |
| 30   |          | 被試練的不動之心                            | 上代務   |                   | 茉田哲明                  | Noh Gil-bo                               | 11月2日        | 7月7日         | 6月25日        |
| 31   |          | 呼嘯的旋風 妖仙失落龍卷                     | 廣田光毅 | 西田正義          | 望月敬一郎                | 宍倉敏                                   | 11月9日        | 7月11日        | 6月26日        |
| 32   |          | 熱戰！娛樂決鬥表演！！                      | 廣田光毅 | 町谷俊輔          | 武藤公春                  | 川村裕哉                                 | 11月16日       | 7月12日        | 6月27日        |
| 33   |          | 未來都市 心之地                             | 上代務   | 須永司            | 山本隆太                  | 豐田曉子                                 | 11月23日       | 7月13日        | 7月2日         |
| 34   |          | 結合魔獸vs進化的隼                          | 上代務   | 高田昌宏          | 高田昌宏                  | 蛯名秀和                                 | 11月30日       | 7月14日        | 7月3日         |
| 35   |          | 決鬥學院與反抗軍                            | 上代務   | 佐藤雄三          | 淺利藤彰 大久保唯男       | 小海雄司 佐藤道雄 臼井美夫               | 12月14日       | 7月18日        | 7月4日         |
| 36   |          | 共鳴的龍                                    | 上代務   |                   | 畠山茂樹                  | 佐藤道雄 飯飼一幸 井前隆生               | 12月21日       | 7月19日        | 7月9日         |
| 37   |          | 開始轉動的命運                              | 上代務   | 小野勝巳          | 前園文夫                  | 君野敏                                   | 12月28日       | 7月20日        | 7月10日        |
| 38   |          | 四個次元                                    | 上代務   | 岩田和也          | 茉田哲明                  | Noh Gil-bo                               | 2015年 1月11日 | 7月21日        | 7月11日        |
| 39   |          | 逆鳞的觉醒                                  | 田村龍   | 竹下健一          | 望月敬一郎                | 宍倉敏                                   | 1月18日        | 7月25日        | 7月16日        |
| 40   |          | 決鬥學院的戰士                              | 田村龍   | 児谷直樹          | 児谷直樹                  | Lee Sung-Jin                             | 1月25日        | 7月26日        | 7月17日        |
| 41   |          | 決鬥學院                                    | 上代務   | 須永司            | 武藤公春                  | 川村祐哉                                 | 2月1日         | 7月27日        | 7月18日        |
| 42   |          | 混戰開始                                    | 田村龍   |                   | 宇根信也                  | 飯田清貴                                 | 2月8日         | 7月28日        | 7月23日        |
| 43   |          | 華麗的留學生「丹尼斯」                      | 田村龍   | 町谷俊輔          | 羽原久美子                | 牧内                                     | 2月15日        | 8月1日         | 7月24日        |
| 44   |          | 紫雲院素良，來襲！！                        | 田村龍   |                   | 山本隆太                  | 佐藤道雄 飯飼一幸                        | 2月22日        | 8月2日         | 7月25日        |
| 45   |          | 相剋與相生                                  | 田村龍   | 高田昌宏          | 高田昌宏                  | 蛯名秀和                                 | 3月1日         | 8月3日         | 7月30日        |
| 46   |          | 叛逆的霸王黑龍                              | 上代務   | 児谷直樹          | 望月敬一郎                | 宍倉敏                                   | 3月8日         | 8月4日         | 7月31日        |
| 47   |          | 冷笑的遊里                                  | 上代務   | 町谷俊輔          | 前園文夫                  | 君野敏                                   | 3月15日        | 8月8日         | 8月1日         |
| 48   |          | 受傷的隼                                    | 田村龍   |                   | 布施康之                  | Lee Sung-jin                             | 3月22日        | 8月9日         | 8月2日         |
| 49   |          | 用決鬥帶來笑容                              | 田村龍   | 小野勝巳          | 武藤公春                  | 川村裕哉                                 | 3月29日        | 8月10日        | 8月7日         |
| 50   |          | 槍兵 被選中的戰士                           | 上代務   | 西本由紀夫        | 羽原久美子                | 牧内                                     | 4月5日         | 2017年 9月25日 | 8月8日         |
| 51   |          | 揚起反旗吧 異色眼叛逆龍                     | 上代務   |                   | 宇根信也                  | 飯田清貴                                 | 4月12日        | 9月26日        | 8月13日        |
| 52   |          | 复活的传说总长！！                          | 上代務   | 須永司            | 山本隆太                  | 佐藤道雄                                 | 4月19日        | 9月27日        | 8月14日        |
| 53   |          | 笑容的决斗「微笑世界」                      | 上代務   | 須永司            | 望月敬一郎                | 宍倉敏                                   | 4月26日        | 9月28日        | 8月15日        |
| 54   |          | 同步次元「城市」                            | 上代務   | 高田昌宏          | 高田昌宏                  | 蛯名秀和                                 | 5月3日         | 10月2日        | 8月20日        |
| 55   |          | 強制治安 決鬥追擊者                         | 廣田光毅 | Lee Kap-min       | 茉田哲明                  | Lee Sung-jin                             | 5月10日        | 10月11日       | 8月21日        |
| 56   |          | 公安警察完全包圍網！！                      | 春日康徳 | 須永司            | 前園文夫                  | 君野敏                                   | 5月17日        | 10月12日       | 8月22日        |
| 57   |          | 黑旋風 烏鴉·霍根                            | 田村龍   | 兒谷直樹          | 武藤公春                  | 川村裕哉                                 | 5月24日        | 10月16日       | 8月27日        |
| 58   |          | 黑市決鬥的邀請                              | 上代務   |                   |                           | 長田繪里                                 | 5月31日        | 10月17日       | 8月28日        |
| 59   |          | 地下騎乘決鬥！！                            | 廣田光毅 | 須永司            | 布施康之                  | Choe Byeong hui                          | 6月7日         | 10月18日       | 8月29日        |
| 60   |          | 有卡能使鬼推磨                              | 廣田光毅 | 町谷俊輔          | 望月敬一郎                | 宍倉敏                                   | 6月14日        | 10月19日       | 9月3日         |
| 61   |          | 捨棄抽牌的男人                              | 廣田光毅 | 須永司            | 矢野孝典                  | 飯飼一幸 相坂直紀 白石 悟                | 6月21日        | 10月23日       | 9月4日         |
| 62   |          | 大娛樂決鬥大會！！                          | 田村龍   | 高田昌宏          | 高田昌宏                  | 蛯名秀和                                 | 6月28日        | 10月24日       | 9月5日         |
| 63   |          | 捕獲者之王「御用王」                        | 上代務   | 兒谷直樹          | 湖山禎崇                  | 君野敏                                   | 7月5日         | 10月25日       | 9月10日        |
| 64   |          | 決鬥之王「傑克·亞特拉斯」                   | 上代務   | 須永司            | Lee Kap-min               | Lee Sung-jin                             | 7月12日        | 10月26日       | 9月11日        |
| 65   |          | 被打碎的娛樂                                | 上代務   |                   | 武藤公春                  | 川村裕哉                                 | 7月19日        | 10月30日       | 9月12日        |
| 66   |          | 開幕戰！！烏鴉vs權現坂                      | 福嶋幸典 | 高橋幸雄          | 高橋幸雄                  | 長田繪裡                                 | 7月26日        | 10月31日       | 9月17日        |
| 67   |          | 城市的光與影                                | 上代務   | 児谷直樹          | 児谷直樹                  | 小林一幸 井口忠一                        | 8月2日         | 11月1日        | 9月18日        |
| 68   |          | B・F 蜂擁起義                               | 田村龍   | 須永司            | 望月敬一郎                | 宍倉敏                                   | 8月9日         | 11月2日        | 9月19日        |
| 69   |          | 疾走的歌姫                                  | 廣田光毅 | 茉田哲明          | 布施康之                  | Choe Byeong hui                          | 8月16日        | 11月6日        | 9月24日        |
| 70   |          | 無法傳達的吶喊                              | 上代務   | 須永司            | 橫田一平                  | 門智昭 小島                              | 8月23日        | 11月6日        | 9月25日        |
| 71   |          | 白銀之劍                                    | 廣田光毅 | 西田章二          | 村田尚樹 牧野友映（助手） | 飯飼一幸 白石悟                          | 8月30日        | 11月7日        | 9月26日        |
| 72   |          | 龍征伐！！遊吾vs澤渡                        | 福嶋幸典 | 須永司            | 山本隆太                  | 蛯名秀和                                 | 9月6日         | 11月7日        | 10月1日        |
| 73   |          | 趴在地上的敗者們                            | 上代務   | 山本隆太          | 湖山禎崇                  | 君野敏                                   | 9月13日        | 11月8日        | 10月2日        |
| 74   |          | 小丑的面具                                  | 田村龍   | 須永司            | 李                        | Lee Sung-jin Choe Byeong hui             | 9月20日        | 11月8日        | 10月3日        |
| 75   |          | 叛逆者的咒縛                                | 田村龍   | 須永司            | 武藤公春                  | 川村裕哉                                 | 9月27日        | 11月9日        | 10月8日        |
| 76   |          | 王翼棄兵                                    | 上代務   | 児谷直樹          | 児谷直樹                  | 井口忠一                                 | 10月4日        | 11月9日        | 10月9日        |
| 77   |          | 破壞的美學                                  | 廣田光毅 | 高田昌宏          | 望月敬一郎                | 宍倉敏                                   | 10月11日       | 11月13日       | 10月10日       |
| 78   |          | 革命的暴風                                  | 福嶋幸典 | 西田章二          | 横田一平                  | 門智昭 小島 馬場一樹                     | 10月18日       | 11月13日       | 10月15日       |
| 79   |          | 覺醒的魔導劍士                              | 福嶋幸典 | 児谷直樹          | 布施康之                  | Lee Sung-jin Lee Seok-yoon               | 10月25日       | 11月14日       | 10月16日       |
| 80   |          | 跨越次元的再會                              | 上代務   | 高田昌宏          | 静雪月夜                  | 山崎輝彥 Hwang Youngsik                  | 11月1日        | 11月14日       | 10月17日       |
| 81   |          | 各自的戰場                                  | 田村龍   | 山本隆太          | 山本隆太                  | 蛯名秀和                                 | 11月8日        | 11月15日       | 10月22日       |
| 82   |          | 究極之隼vs黑羽之雷                          | 田村龍   | 西田章二          | 湖山禎崇                  | 君野敏                                   | 11月15日       | 11月15日       | 10月23日       |
| 83   |          | 師徒的羈絆                                  | 上代務   | 児谷直樹          | 髙橋純一                  | 白石悟 飯飼一幸                          | 11月22日       | 11月16日       | 10月24日       |
| 84   |          | 命運的擲骰子                                | 廣田光毅 | 高田昌宏          | 李                        | Lee Sung-jin Lee Seok-yoon               | 11月29日       | 11月16日       | 10月29日       |
| 85   |          | 水晶之翼                                    | 廣田光毅 | 須永司            | 望月敬一郎                | 宍倉敏                                   | 12月13日       | 11月20日       | 10月30日       |
| 86   |          | 無畏的決意                                  | 上代務   | 小野勝巳          | 高田昌宏                  | 川村裕哉                                 | 12月20日       | 11月20日       | 10月31日       |
| 87   |          | 野獸的記憶                                  | 上代務   | 西田章二          | 横田一平                  | 門智昭 小島 馬場一樹                     | 12月27日       | 11月21日       | 11月5日        |
| 88   |          | 雷鳴的一擊！                                | 上代務   | 児谷直樹          | 夕澄慶英                  | 山崎輝彦 Hwang Young Sik 佐藤瑞樹        | 2016年 1月10日 | 11月21日       | 11月6日        |
| 89   |          | 強襲！歐貝利斯克部隊                        | 廣田光毅 | 山本隆太          | 山本隆太                  | 蛯名秀和 原憲一                          | 1月17日        | 11月22日       | 11月7日        |
| 90   |          | 革命的狼煙                                  | 田村龍   | 高田昌宏          | 布施康之                  | Lee Sung-jin Lee Seok-yoon               | 1月24日        | 11月22日       | 11月12日       |
| 91   |          | 不期而遇的命運                              | 上代務   | 布施康之          | 湖山禎崇                  | 君野敏                                   | 1月31日        | 11月23日       | 11月13日       |
| 92   |          | 悲運的再會                                  | 上代務   | 須永司            | 高橋順                    | 飯飼一幸 白石悟                          | 2月7日         | 11月23日       | 11月14日       |
| 93   |          | 破滅的決鬥機器                              | 廣田光毅 | 西田章二          | 望月敬一郎                | 宍倉敏                                   | 2月14日        | 11月27日       | 11月19日       |
| 94   |          | 刻上靈魂的右腕                              | 廣田光毅 | 小野勝巳          | 武藤公春                  | 川村裕哉                                 | 2月21日        | 11月27日       | 11月20日       |
| 95   |          | 自己堅信的決鬥                              | 上代務   | 児谷直樹          | 李                        | Lee Sung-jin Lee Seok-yoon               | 2月28日        | 11月28日       | 11月21日       |
| 96   |          | 借來的話語                                  | 上代務   | 高田昌宏          | 横田一平                  | 門智昭 馬場一樹                          | 3月13日        | 11月28日       | 11月26日       |
| 97   |          | 崇高的超魔導劍士                            | 上代務   | 山本隆太          | 夕澄慶英                  | 山崎輝彦 佐藤瑞基                        | 3月20日        | 11月29日       | 11月27日       |
| 98   |          | 走向同條道路                                | 上代務   | 小野勝巳          | 児谷直樹                  | 蛯名秀和 原憲一                          | 3月27日        | 11月29日       | 11月28日       |
| 99   |          | 永遠的決鬥                                  | 上代務   | 高田昌宏          | 湖山禎崇                  | 君野敏                                   | 4月3日         | 11月30日       | 12月3日        |
| 100  |          | 絕望之都 心之地                             | 田村龍   | 児谷直樹          | 布施康之                  | Lee Sung-jin Lee Seok-yoon               | 4月3日         |                | 12月4日        |
| 101  |          | 銀河之眼                                    | 上代務   | 須永司            | 高橋純一                  | 飯飼一幸 重松晉一                        | 4月10日        |                | 12月5日        |
| 102  |          | 無情的獵人                                  | 上代務   | 須永司            | 望月敬一郎                | 宍倉敏                                   | 4月24日        |                | 12月10日       |
| 103  |          | 華麗的機械天使                              | 上代務   | 山本隆太          | 武藤公春                  | 川村裕哉                                 | 5月1日         |                | 12月11日       |
| 104  |          | 持有D之名的HERO                             | 上代務   | 高田昌宏          | 李                        | Lee Sung-jin Lee Seok-yoon               | 5月8日         |                | 12月12日       |
| 105  |          | 反抗軍的牽絆                                | 田村龍   | 須永司            | 横田一平                  | 門智昭 徳倉栄一                          | 5月15日        |                | 12月17日       |
| 106  |          | ARC Area Project                            | 上代務   | 西本由紀夫        | 夕澄慶英                  | 山崎輝彥 佐藤瑞樹                        | 5月22日        |                | 12月18日       |
| 107  |          | 渴望決鬥的亞馬遜戰士                        | 上代務   | 児谷直樹          | 児谷直樹                  | 蛯名秀和                                 | 5月29日        |                | 12月19日       |
| 108  |          | 亞馬遜陷阱                                  | 上代務   | 小野勝巳          | 湖山禎崇                  | 君野敏                                   | 6月5日         |                | 12月24日       |
| 109  |          | 逝於戰場之隼                                | 上代務   | 須永司            | 布施康之                  | Lee Sung-jin Lee Seok-yoon               | 6月12日        |                | 12月25日       |
| 110  |          | 被撕破的微笑世界                            | 前川淳   | 高田昌宏          | 望月敬一郎                | 宍倉敏                                   | 6月19日        |                | 12月26日       |
| 111  |          | 鐘擺之心                                    | 田村龍   | 山本隆太          | 山本隆太                  | Noh Gil-bo                               | 6月26日        |                | 12月31日       |
| 112  |          | 走向充滿笑容的城市                          | 上代務   | 西本由紀夫        | 高橋順一                  | 重松晉一 飯飼一幸                        | 7月3日         |                | 2019年 1月1日  |
| 113  |          | 修羅的渇望                                  | 田村龍   | 高田昌宏          | 武藤公春                  | 川村裕哉                                 | 7月10日        |                | 1月2日         |
| 114  |          | 在黑暗中閃耀的超銀河                        | 上代務   | 須永司            | 李カンミン                | Lee Sung-jin Lee Seok-yoon               | 7月17日        |                | 1月7日         |
| 115  |          | 決鬥海賊船長・索隆                          | 前川淳   | まつもとよしひさ  | 三家本泰美                | 山崎輝彦 長谷川一生 佐藤瑞基             | 7月24日        |                | 1月8日         |
| 116  |          | 太陽與月亮的守護者                          | 前川淳   | 児谷直樹          | 児谷直樹                  | 蛯名秀和                                 | 7月31日        |                | 1月9日         |
| 117  |          | 露出獠牙的鈴之音                            | 上代務   | 高田昌宏          | 湖山禎崇                  | 君野敏                                   | 8月7日         |                | 1月14日        |
| 118  |          | 生存決鬥                                    | 上代務   | 西本由紀夫        | 布施康之                  | Lee Sung-jin Lee Seok-yoon               | 8月14日        |                | 1月15日        |
| 119  |          | 墜落於黑暗之中的小鳥                        | 前川淳   | 須永司            | 望月敬一郎                | 宍倉敏                                   | 8月21日        |                | 1月16日        |
| 120  |          | 戰鬥野獸                                    | 前川淳   | 山本隆太          | 山本隆太                  | Noh Gil-bo                               | 8月28日        |                | 1月21日        |
| 121  |          | 最兇的烙印                                  | 上代務   | 西本由紀夫        | 高橋順一                  | 重松晉一 飯飼一幸                        | 9月4日         |                | 1月22日        |
| 122  |          | 願榮耀與學院同在                            | 上代務   | 小野勝巳          | 武藤公春                  | 川村裕哉                                 | 9月11日        |                | 1月23日        |
| 123  |          | 榮光的機械龍                                | 田村龍   | 高田昌宏          | 李カソミソ                | Lee Sung-jin Lee Seok-yoon               | 9月18日        |                | 1月28日        |
| 124  |          | 甦醒的幻影騎士團                            | 前川淳   | まつもとよしひさ  | 三家本泰美                | 山崎輝彥 長谷川一生 佐藤瑞樹             | 9月25日        |                | 1月29日        |
| 125  |          | 烈火的龍                                    | 前川淳   | 児谷直樹          | 児谷直樹                  | 蛯名秀和                                 | 10月2日        |                | 1月30日        |
| 126  |          | 惡魔誕生之日                                | 上代務   | 小野勝巳          | 湖山禎崇                  | 君野敏                                   | 10月9日        |                | 2月4日         |
| 127  |          | 零點復蘇                                    | 上代務   | 布施康之          | 布施康之                  | Lee Sung-jin Lee Seok-yoon               | 10月16日       |                | 2月5日         |
| 128  |          | 決戰！精靈機巧軍                            | 上代務   | 西田章二          | 望月敬一郎                | 宍倉 敏                                  | 10月23日       |                | 2月6日         |
| 129  |          | 霸王的片鱗                                  | 上代務   | 山本隆太          | 山本隆太                  | Noh Gil-bo                               | 10月30日       |                | 2月11日        |
| 130  |          | 貪欲無厭的猛毒龍                            | 前川淳   | 須永司            | 高橋順一                  | 重松晉一 飯飼一幸                        | 11月6日        |                | 2月12日        |
| 131  |          | 照耀永恆黑暗之光                            | 前川淳   | 髙田昌宏          | 武藤公春                  | 川村裕哉                                 | 11月13日       |                | 2月13日        |
| 132  |          | 稀世的藝人                                  | 上代務   | ノーチェー・ヤギ  | 李カンミン                | Lee Sung-jin Kim Hye-jeong               | 11月20日       |                | 2月18日        |
| 133  |          | 輝煌的娛樂表演                              | 上代務   | 西田章二          | 三家本泰美                | 佐藤瑞基 長谷川一生 江原小百合           | 11月27日       |                | 2月19日        |
| 134  |          | 闇之誘惑                                    | 田村龍   | 髙田昌宏          | 湖山禎崇                  | 君野敏                                   | 12月11日       |                | 2月20日        |
| 135  |          | 搖動的次元                                  | 前川淳   | 児谷直樹          | 児谷直樹                  | 蛯名秀和                                 | 12月18日       |                | 2月25日        |
| 136  |          | 霸王龍君臨                                  | 前川淳   | 布施康之          | 布施康之                  | Lee Sung-jin Kim Hye-jeong               | 12月25日       |                | 2月26日        |
| 137  |          | 反逆的覇王眷竜                              | 前川淳   | 西田章二          | 望月敬一郎                | 宍倉敏                                   | 2017年 1月8日  |                | 2月27日        |
| 138  |          | 暗翼之龍                                    | 上代務   | 山本隆太          | 山本隆太                  | Noh Gil-bo                               | 1月15日        |                | 3月4日         |
| 139  |          | 沾染黑暗之眼                                | 上代務   | 須永司            | 李カンミン                | Lee Sung-jin Kim Hye-jeong               | 1月22日        |                | 3月5日         |
| 140  |          | 魂之鐘擺                                    | 上代務   | 小野勝巳          | 武藤公春                  | 川村裕哉                                 | 1月29日        |                | 3月6日         |
| 141  |          | 青少年錦標賽                                | 前川淳   | 高田昌宏          | 三家本泰美                | 佐藤瑞基 長谷川一生 江原小百合           | 2月5日         |                | 3月11日        |
| 142  |          | 滿溢而出的記憶                              | 前川淳   | ノーチェー・ヤギ  | 湖山禎崇                  | 君野敏                                   | 2月12日        |                | 3月12日        |
| 143  |          | 霸王之魂                                    | 上代務   | 布施康之          | 布施康之                  | Lee Sung-jin Kim Hye-jeong               | 2月19日        |                | 3月13日        |
| 144  |          | 詛咒的機械假面                              | 田村竜   | 髙田昌宏          | 髙田昌宏                  | 荏原裕子 横田明美                        | 2月26日        |                | 3月18日        |
| 145  |          | 無止盡的叛逆                                | 前川淳   | ノーチェー・ヤギ  | 山本隆太                  | Noh Gil-bo                               | 3月5日         |                | 3月19日        |
| 146  |          | 次元高速公路                                | 上代務   | 山本隆太          | 李カンミン                | Lee Sung-jin Kim Hye-jeong Lee Seok-yoon | 3月12日        |                | 3月20日        |
| 147  |          | 被解放的龍                                  | 上代務   | 小野勝巳          | 武藤公春                  | 川村裕哉                                 | 3月19日        |                | 3月25日        |
| 148  |          | 鐘擺所描繪的奇跡                            | 上代務   | 小野勝巳          | 高田昌宏                  | 横田明美                                 | 3月26日        |                | 3月26日        |

## 播放電視台
日本
| 播放地區       | 播放電視台       | 播放日期                     | 播放時間（UTC+9）       | 所屬聯播網        | 備註             | 字幕 |
| -------------- | ---------------- | ---------------------------- | ----------------------- | ----------------- | ---------------- | ---- |
| 關東廣域圈     | 東京電視台       | 2014年4月6日 - 2017年3月26日 | 星期日 17:30 - 18:00    | 東京電視網        | 製作局           | 有   |
| 北海道         | TV北海道         | 2014年4月6日 - 2017年3月26日 | 星期日 17:30 - 18:00    | 東京電視網        | 首播             | 有   |
| 愛知縣         | 愛知電視台       | 2014年4月6日 - 2017年3月26日 | 星期日 17:30 - 18:00    | 東京電視網        | 首播             | 有   |
| 大阪府         | 大阪電視台       | 2014年4月6日 - 2017年3月26日 | 星期日 17:30 - 18:00    | 東京電視網        | 首播             | 有   |
| 岡山縣、香川縣 | 瀨戶內電視台     | 2014年4月6日 - 2017年3月26日 | 星期日 17:30 - 18:00    | 東京電視網        | 首播             | 有   |
| 福岡縣         | TVQ九州放送      | 2014年4月6日 - 2017年3月26日 | 星期日 17:30 - 18:00    | 東京電視網        | 首播             | 有   |
| 日本全國       | BS JAPAN         | 2014年4月11日 -              | 星期五 17:27 - 18:00    | 東京電視網 BS放送 | 遲5日播出        | 無   |
| 奈良縣         | 奈良電視台       | 2014年6月10日 -              | 星期二 07:30 - 07:59    | 獨立局            | 遲65日播出       | 無   |
| 日本全國       | NicoNico生放送   | 2014年8月2日 -               | 星期六 18:00 - 18:30    | 網絡直播          | 遲5日播放        | 無   |
| 日本全國       | NicoNico Channel | 2014年8月2日 -               | 星期六 19時00分更新     | 網絡直播          | 第2集起收费播放  | 無   |
| 重播           |                  |                              |                         |                   |                  |      |
| 關東廣域圈     | 東京電視台       | 2014年4月10日 -              | 星期四 7時30分－8時00分 | 東京電視網        | 製作局 遲4日播出 | 有   |
| 北海道         | TV北海道         | 2014年4月10日 -              | 星期四 7時30分－8時00分 | 東京電視網        | 首輪重播         | 有   |
| 大阪府         | 大阪電視台       | 2014年4月10日 -              | 星期四 7時30分－8時00分 | 東京電視網        | 首輪重播         | 有   |
| 岡山縣、香川縣 | 瀨戶內電視台     | 2014年4月10日 -              | 星期四 7時30分－8時00分 | 東京電視網        | 首輪重播         | 有   |
| 福岡縣         | TVQ九州放送      | 2014年4月10日 -              | 星期四 7時30分－8時00分 | 東京電視網        | 首輪重播         | 有   |
| 愛知縣         | 愛知電視台       | 2014年4月13日 -              | 星期日 06:30 - 07:00    | 東京電視網        | 遲7日播出        | 有   |

台灣
| 東森幼幼台 星期一至四 23:00－23:30                                                                                        | 東森幼幼台 星期一至四 23:00－23:30                      | 東森幼幼台 星期一至四 23:00－23:30 |
| --- | ------------------------------------------------------- | ---------------------------------- |
| | 遊戲王ARC-V 第1~49集 （2016年5月16日－2016年8月10日）   |                                    |
| 我們這一家 | 功夫熊貓                                                |                                    |
| 東森幼幼台 星期一至四 22:30－23:30 (2017年10月3日~10月5日，10月9日~10月10日應播出中秋雙十連假特別節目故本節目將暫停播出） |                                                         |                                    |
| 我們這一家 | 遊戲王ARC-V 第50~99集 （2017年9月25日－2017年11月30日） | 粉紅豬小妹                         |
| 東森幼幼台 星期一至四 23:30－00:00                                                                                        |                                                         |                                    |
| LINE TOWN | 遊戲王ARC-V 第50~99集 （2018年4月16日－2018年7月10日）  | 粉紅豬小妹                         |

香港
| ViuTV 星期一至三 16:30－17:00 2018年6月12日因節目調動而停播，原定集數於翌日10:30補播 | ViuTV 星期一至三 16:30－17:00 2018年6月12日因節目調動而停播，原定集數於翌日10:30補播 | ViuTV 星期一至三 16:30－17:00 2018年6月12日因節目調動而停播，原定集數於翌日10:30補播 |
| ------------------------------------------------------------------------------------ | ------------------------------------------------------------------------------------ | ------------------------------------------------------------------------------------ |
|                                                                                      | 遊戲王ARC-V （2018年4月17日－2019年3月26日）                                         |                                                                                      |
| 海綿寶寶 第9-10季                                                                    | 遊戲王VRAINS （第1-46集）                                                            |                                                                                      |

## 漫畫

### 故事大綱
時間是近未來。故事舞台是在決鬥技術進步的「舞網市」。
由於「擁有質量的實體投影」的開發，「動作決鬥」的誕生為世界帶來了意想不到的全新發展，但人們還沒有意識到，未来再次開始搖晃起這破滅的鐘擺……。

神出鬼沒，擁有四重人格的娛樂決鬥者--「幻影」榊遊矢，為了找到能決定世界未來命運的卡片--「創世終焉龍」，遭到了「獅子娛樂集團」的社長赤馬零兒的追捕。

零兒追捕遊矢的真正目的為何? 決定世界命運的「創世終焉龍」又擁有什麼可怕的力量? 傳說中的鐘擺召喚又將會為決鬥帶來什麼影響?

### 各話標題
| 集數 | 日文標題 | 中文標題             | 英文標題                           | 日本 釋出日期  | 美國 釋出日期  |
| ---- | -------- | -------------------- | ---------------------------------- | -------------- | -------------- |
| 1    |          | 其名為幻影！！       | The Name is Phantom!!              | 2015年 8月21日 | 2015年 8月24日 |
| 2    |          | 遊斗VS澤渡！         | Yuto vs. Sawatari!                 | 9月19日        | 9月21日        |
| 3    |          | 鐘擺召喚！           | Pendulum Summon!                   | 10月21日       | 10月26日       |
| 4    |          | 飢渴的刺客！         | The Hungry Assassin!               | 11月21日       | 12月1日        |
| 5    |          | 強襲！襲擊猛禽！     | Assault! Raid Raptors!!            | 12月19日       | 12月21日       |
| 6    |          | 生存的實在感！       | The Feeling of Being Alive!!       | 2016年 1月21日 | 2016年 1月25日 |
| 7    |          | 創世終焉龍！         | Genesis Omega Dragon!              | 2月21日        | 2月22日        |
| 8    |          | 素良的招待！         | Sora's Hospitality!                | 3月19日        | 3月21日        |
| 9    |          | 融合VS融合           | Fusion vs. Fusion                  | 4月21日        | 4月25日        |
| 10   |          | 娛樂的終結！         | The Entertainment Ends!            | 5月18日        | 5月23日        |
| 11   |          | 騎乘決鬥！           | Turbo Duel!                        | 6月21日        | 6月27日        |
| 12   |          | 高速策略！           | High-Speed Strategy!               | 7月21日        | 7月25日        |
| 13   |          | 亞當因子！           | Factor of Adam!                    | 8月21日        | 8月22日        |
| 14   |          | 開始的所在地！       | Where It Began!                    | 9月21日        | 9月26日        |
| 15   |          | 零！                 | It's zero!                         | 10月21日       | 10月24日       |
| 16   |          | 命運搖擺的兩人       | Swinging Pendulums of Destiny!     | 11月21日       | 11月21日       |
| 17   |          | 另一個事實！         | Another Fact!                      | 12月19日       | 12月26日       |
| 18   |          | 未知的敵人！         | Unknown Enemy!                     | 2017年 1月21日 | 2017年 1月25日 |
| 19   |          | 兩人的去向！         | Their Whereabouts!                 | 2月21日        | 2月27日        |
| 20   |          | 你的對手是我！       | Your Opponent is me!               | 3月21日        | 3月27日        |
| 21   |          | 遊矢的記憶！         | Yuya's Memories!                   | 4月21日        | 4月24日        |
| 22   |          | 不死的存在！         | Immortal Beings!                   | 5月19日        | 5月22日        |
| 23   |          | 機關揭曉！           | The Trick Revealed!                | 6月21日        | 6月27日        |
| 24   |          | 被盯上的理由！       | The Reason They're After Us!       | 7月21日        | 7月24日        |
| 25   |          | 亞當與夏娃！         | Adam and EVE!                      | 8月21日        | 8月22日        |
| 26   |          | 超越決鬥！           | Transcendent Duel!                 | 9月21日        | 9月25日        |
| 27   |          | 零兒的目標！         | Reiji's Goal!                      | 10月21日       | 10月25日       |
| 28   |          | 敵人的藏身處！       | The Enemy's Hideout!               | 11月21日       | 11月28日       |
| 29   |          | 記憶的決鬥！         | Memory Duel!                       | 12月21日       | 12月28日       |
| 30   |          | 素良想要的世界！     | The World that Sora Wants!         | 2018年 1月21日 | 2018年 1月23日 |
| 31   |          | 「滿足」與「放棄」！ | "Satisfaction" and "Resignation" ! | 2月21日        | 2月27日        |
| 32   |          | 亞當所見之物！       | What Adam Saw!!                    | 3月21日        | 3月27日        |
| 33   |          | EVE的實力！！        | Eve's True Skills!!                | 4月21日        | 4月24日        |
| 34   |          | 挑戰傳說！           | Challenge the Legends!             | 5月18日        | 5月22日        |
| 35   |          | 四兄弟的羈絆！       | The Four Brothers' Bond!           | 6月21日        | 6月26日        |
| 36   |          | 羈絆之力！           | The Power of Bonds!                | 7月21日        | 7月24日        |
| 37   |          | 一切的元凶！         | The Cause of Everything!           | 8月21日        | 8月27日        |
| 38   |          | 我們的驕傲！         | Our Pride!                         | 9月21日        | 9月25日        |
| 39   |          | 穿越時空！           | Across Time and Space!             | 10月21日       | 10月22日       |
| 40   |          | 那些亞當的因子！     | The Adam Factors!                  | 11月21日       | 11月27日       |
| 41   |          | 零兒擁有的力量！     | Reiji's Power!                     | 12月21日       | 12月20日       |
| 42   |          | 兩個G・O・D！        | Two G.O.Ds!                        | 2019年 1月20日 | 2019年 1月21日 |
| 43   |          | 卡與卡的正面交鋒！   | Head-to-Head Cards!                | 2月21日        | 2月20日        |
| 44   |          | 動作決鬥！           | Action Battle!                     | 3月19日        | 3月20日        |
| 45   |          | 命運之橋！           | Arc of Destiny!                    | 4月19日        | 4月20日        |

## 外部連結
- 動畫官方網站 （页面存档备份，存于）（日語）
- 互联网电影数据库（IMDb）上《遊戲王ARC-V》的资料（英文）